# Гизела Французская
Гизела (фр. Gisèle) — принцесса, дочь правителя Западно-Франкского королевства Карла III Простоватого из династии Каролингов.

## Биография
Сведения о Гизеле противоречивы. В «Генеалогии графа Арнульфа» (лат. Genealogica Arnulfi Comitis) она значится дочерью Карла III Простоватого и Фредеруны и названа четвёртой в порядке перечисления их дочерей.
Гийом Жюмьежский писал, что Гизела была выдана замуж за первого герцога Нормандии Роллона. Нормандские хроники относят этот брак к 912 году: согласно им Гизела вскоре умерла бездетной. При этом в «Хронике» Дудо Сен-Кантенского она описана как элегантная рослая дева, что противоречит сведениям о её происхождении (рождённая в браке дочь Карла III Простоватого к 912 году была бы младше пяти лет.). Историки по-разному объясняют это противоречие:
- Кристиан Сеттипани считал, что брака Роллона и дочери Карла III не было, а его упоминание в нормандских источниках вызвано путаницей с браком нормандского вождя Годфрида и дочери короля Лотарингии Лотаря II, также носившей имя Гизела[1].
- Пьер Бодуэн[фр.] предполагал, что Гизела была внебрачной дочерью Карла III Простоватого[4].

Дудо упоминает двух придворных воинов, посланных Карлом III Простоватым к своей дочери. По версии Теодора Андреа Кука, их задачей было защитить Гизелу от жестокого обращения со стороны мужа. Вскоре посланцы были казнены по приказу Роллона.